# Tachina demissa
Tachina demissa là một loài ruồi trong họ Tachinidae.